# Anthony Dean Griffey
Anthony Dean Griffey (High Point (Carolina del Nord), 12 febbraio 1967) è un tenore statunitense.

## Biografia
Al Metropolitan Opera House di New York debutta nel 1995 come First Knight in Parsifal (opera) diretto da James Levine con Plácido Domingo, Gwyneth Jones, Robert Lloyd e Paul Plishka seguito da Master of Ceremonies ne La dama di picche (opera) diretto da Valery Gergiev con Karita Mattila, Ben Heppner, Leonie Rysanek e Dmitri Hvorostovsky e nel 1996 Slave in Salomè (opera) diretto da Donald Runnicles con Catherine Malfitano, Hanna Schwarz e Bernd Weikl.
Nel 1997 debutta al San Francisco Opera come Ruodi in Guglielmo Tell (opera) con Chris Merritt e Lloyd ed al Metropolitan è Arthur Jones in Billy Budd (opera) con Philip Langridge, James Morris, Plishka e John Osborn, il Messaggero in Aida con Sherrill Milnes, Carlo Colombara e René Pape, Guard in Manon (Massenet) diretto da Julius Rudel con Renée Fleming, Marcello Giordani, Plishka e Michel Sénéchal, Herald in Don Carlo diretto da Myung-whun Chung con Fabio Armiliato, Thomas Hampson (cantante), Dolora Zajick e Morris e Boyar in Attendance in Boris Godunov (opera) diretto da Gergiev con Samuel Ramey, Plishka, Sergej Larin, Olga Borodina e Matthew Polenzani.
Nel 1998 al Metropolitan è il protagonista in Peter Grimes con Alan Opie, a San Francisco Harold Mitchell nella prima assoluta di A Streetcar Named Desire di André Previn con la Fleming e canta nella Sinfonia n. 9 (Beethoven) diretto da Seiji Ozawa per i XVIII Giochi olimpici invernali.
Nel 1999 al Met è Sam Polk in Susannah di Carlisle Floyd diretto da James Conlon con la Fleming, Ramey e Joyce Castle e Sailor's Voice in Tristan und Isolde diretto da Levine con Heppner, Jane Eaglen e Pape ed a San Diego Lennie in Of Mice and Men di Floyd. 
Nel 2000 a San Diego è Mitch in A Streetcar Named Desire, debutta al Glyndebourne Festival Opera come Peter Grimes con la London Philharmonic Orchestra ed al Met è Guard in Die Zauberflöte con Danielle de Niese e Steersman in Der Fliegende Holländer diretto da Gergiev con Morris arrivando a 71 recite al Met fino al 2008.
Nel 2002 tiene un recital a San Diego e debutta all'Opera di Chicago come Sam in Susannah diretto da Rudel con Ramey.
All'Opéra National de Paris nel 2004 è Peter Grimes.
Nel 2009 a San Diego è Peter Grimes.
Nel 2013 a Chicago è Harold "Mitch" Mitchell in A Streetcar Named Desire con la Fleming.
Dal 2015 insegna canto alla Eastman School of Music di Rochester (New York).

## Discografia
- Britten: Peter Grimes - Anthony Dean Griffey/Vivian Tierney/Steven Page/Susan Gorton/Mark Wigglesworth/London Philharmonic Orchestra/The Glyndebourne Chorus, 2013 Glyndebourne Enterprises
- Britten: War Requiem - Jaap van Zweden/Reinbert de Leeuw/Netherlands Radio Philharmonic Orchestra & Choir/Netherlands Children's Choir/Evelina Dobracheva/Anthony Dean Griffey/Mark Stone, 2012 Challenge
- Mahler: Symphony No. 8 In E-Flat Major  - Michael Tilson Thomas/San Francisco Symphony & Chorus, 2009 San Francisco Symphony
- Previn: A Streetcar Named Desire - André Previn/Renée Fleming/San Francisco Opera Orchestra, 1998 Deutsche Grammophon
- Taylor: Peter Ibbetson - Charles Robert Austin/Gerard Schwarz/ Seattle Symphony Orchestra & Symphony Chorale, 2009 Naxos
- Griffey: This Little Light - Anthony Dean Griffey/Joseph Pecoraro, 2012 Cgs Enterprises

## DVD
- Weill: Rise and Fall of the City of Mahagonny - James Conlon/Audra McDonald/Patti LuPone/Donnie Ray Albert, 2007 Euroarts - Grammy Award for Best Opera Recording e Grammy Award al miglior album di musica classica 2009

| Controllo di autorità | VIAF (EN) 66727448 · ISNI (EN) 0000 0000 7844 7823 · Europeana agent/base/27449 · LCCN (EN) no95041581 · GND (DE) 134291883 · BNF (FR) cb14658531c (data) · J9U (EN, HE) 987007306164505171 |